# 埃帕茲波因特鎮區 (伊利諾伊州利文斯頓縣)
埃帕茲波因特鎮區（英語：Eppards Point Township）是位於美國伊利諾伊州利文斯頓縣的一個行政鎮區。

## 地方資料
根據2010年美國人口普查的數據，埃帕茲波因特鎮區的面積為94.50平方千米，當中陸地面積為93.60平方千米，而水域面積為0.90平方千米。當地共有人口410人，而人口密度為每平方千米4.34人。